# Al Taliaferro
Al Taliaferro, pseudonimo di Charles Alfred Taliaferro (Montrose, 28 agosto 1905 – Los Angeles, 3 febbraio 1969), è stato un fumettista statunitense.
È considerato uno dei più illustri genitori del personaggio di Paperino: è infatti l'opera di questo artista statunitense che consente di plasmare il carattere dell'irascibile papero sin dalle sue prime apparizioni sulle strisce per i quotidiani.

## Famiglia e formazione
Originari del Nord Italia, i Taliaferro furono una delle prime famiglie che si stabilirono nella Colonia della Virginia durante il XVII secolo. Il cognome era originariamente Tagliaferro.
Al nasce in Colorado. Nel 1918 si trasferisce con la famiglia a Los Angeles, California, dove prosegue i suoi studi alla High School di Glendale, quartiere dove trascorrerà tutta la sua vita. Successivamente acquista un corso di disegno per corrispondenza e segue quindi le lezioni presso il California Art Institute.
Della sua famiglia Taliaferro non fu però l'unico a lavorare per conto della Disney: il padre Louis fa il custode dello Studio dal 1930 al 1940, la moglie fa parte del reparto inchiostrazione nel 1939, i figli Cheryl Ann e Bill collaborano con lo Studio nei mesi estivi.

## I primi lavori
Nel 1923 inizia a lavorare come designer di insegne luminose presso la Newton Electric di Glendale: vi lavora per due anni, passando poi alla Solar Lighting Fixture di Hollywood fino al 1930.
Quell'anno conosce l'animatore disneyano Wilfred Jackson, dal quale viene a sapere che Floyd Gottfredson è in cerca di un assistente per realizzare le strisce quotidiane di Mickey Mouse. Il giovane Al si presenta alla Disney, dove viene assunto il 5 gennaio del 1931. La sua prima striscia a fumetti su Topolino è quella del 29 febbraio, per la quale realizza le chine e il lettering: è la prima striscia della storia Topolino vince Spaccafuoco.

## Silly Symphonies
Alla fine del 1931 lo Studio Disney e il King Features Syndicate, che distribuisce i fumetti disneyani sui quotidiani statunitensi, decidono di iniziare a produrre una tavola domenicale dedicata a Topolino: la prima tavola domenicale esordisce il 10 gennaio 1932, ad opera di Earl Duvall, story man del reparto Animazione.
La struttura è abbastanza semplice: una parte superiore, a colori, che prende la maggior parte dello spazio, vede come protagonista il topo in braghe rosse, mentre la parte inferiore, più piccola, realizzata per completare l'ampia pagina del quotidiano, viene intitolata Silly Symphonies. Il protagonista della prima serie è Buci, esponente maschile della famiglia delle coccinelle.
Dal 17 gennaio è Taliaferro ad occuparsi delle chine e del lettering della tavola settimanale, realizzata da Gottfredson e Duvall che si dividono i compiti (il primo la tavola su Topolino, l'altro quella su Buci). Nell'aprile del 1933 Duvall lascia lo Studio, e così le Silly Simphonies vengono assegnate ad Al, che ne cura l'intera realizzazione fino al 4 marzo del 1934, quando il coccinello sposa June Bugg, figlia del sindaco di Junkville (Giuncavilla in Italia). Su Mickey Mouse, invece, si alterna alle rifiniture con Ted Thwaites, arrivando a volte a sostituire Gottfredson nella realizzazione delle matite.
Tra i lavori minori del periodo, notevoli sono le illustrazioni che realizza per le banconote-gioco raffiguranti i personaggi Disney principali.

## Paperino
Nel 1934, Taliaferro, affiancato dallo sceneggiatore Ted Osborne, disegna l'arco narrativo de La gallinella saggia e i due fannulloni (adattamento del cortometraggio La gallinella saggia e facente parte delle Silly Symphonies) in cui appare per la prima volta il personaggio di Paperino come personaggio secondario. 
Il feeling di Taliaferro con Paperino nasce immediatamente, probabilmente a causa del carattere esuberante del disegnatore, che trova parecchi punti in comune con il papero rompiscatole e combina guai. Il crescente successo di Paperino è attribuibile anche alla bravura di Taliaferro, che propone a Roy O. Disney, fratello maggiore di Walt e amministratore dello Studio, di rendere il personaggio protagonista della tavola. 
Terminato l'adattamento de Le nuove avventure dei tre porcellini Taliaferro e lo scrittore Ted Osborne iniziano quindi a pubblicare una lunga serie di strisce gag di Donald Duck (Paperino) (dal 30 agosto 1936 al 5 dicembre 1937, per 67 tavole) e la testata della tavola diviene Silly Symphony featuring Donald Duck, che diventa semplicemente Donald Duck dal 22 agosto 1937.
La crescita di Paperino aumenta sempre più anche grazie all'alternarsi di una serie di comprimari, principalmente amici di Topolino: si va dai nipoti Tip e Tap, fino a Pippo e Clarabella, ma il 17 ottobre del 1937 fanno il loro esordio tre piccoli paperi pestiferi destinati a vivere migliaia di avventure con il loro zio, vale a dire Qui, Quo, Qua (Huey, Dewey, Louie).
In seguito Taliaferro presenta alla King Features Syndicate l'idea di realizzare un fumetto solista di Paperino lavorando con gli scrittori Merrill De Maris e Homer Brightman; dal 2 febbraio 1938 appare quindi sui quotidiani come striscia giornaliera e dal 10 dicembre 1939 come tavola domenicale e la serie si separa dalle Sinfonie allegre.
A parte rare eccezioni (più che altro ispirate ai cortometraggi con Paperino protagonista), la nuova striscia quotidiana si compone di sequenze autoconclusive, nelle quali vengono sviluppate gag a ripetizione, tutte ideate da un alternarsi di sceneggiatori provenienti dall'animazione: nomi come Homer Brightman e Roy Williams si alternano via via, fino a che diventa sceneggiatore fisso Bob Karp, che se ne occuperà fino alla sua scomparsa, avvenuta nel 1975. La coppia vincerà, poi, nel 1963 il Duckster, premio interno assegnato ai dipendenti più fedeli e meritevoli.
Il 10 dicembre del 1939 ritorna, poi, la tavola domenicale Donald Duck, per la quale Taliaferro si fa aiutare alle chine da una serie di validi cartoonist (Bill Wright, Karl Karpé, Dick Moores, George Waiss).
Sono poi molti i personaggi che affianca a Paperino: oltre ai già citati, Qui, Quo, Qua, passano anche il cugino mangione Ciccio (9 maggio 1938), la fidanzata Paperina (4 maggio 1940), il professor Pico de Paperis (24 settembre 1961). Fa una fugace apparizione anche Paperon de Paperoni, precisamente nel febbraio-marzo 1951, per poi tornare in pianta stabile con il gennaio 1960. Crea poi, insieme a Karp, la nonna di Paperino (27 settembre 1943), quindi il sanbernardo Bolivar (17 marzo 1938) e l'automobile 313 (1º luglio 1938).
Mentre Karp inventa situazioni sempre più divertenti, Taliaferro si diverte ad inserire i cosiddetti inside jokes, ovvero riferimenti personali o ad altri autori. A parte l'ispirazione per Nonna Papera (la suocera di Al), ogni anno, per trentatré anni, inserisce, nel giorno del loro anniversario, un cuore con i nomi di Al e della moglie Lucy, arrivando addirittura ad inserire il proprio numero di telefono: scelta infelice visto il gran numero di chiamate ricevute, che lo costringono a cambiarlo.
Taliaferro termina la realizzazione delle strisce giornaliere il 10 ottobre 1967, ma continua a lavorare alla tavole domenicali della striscia fino alla sua morte.
Le strisce su Paperino continuano con nuovi scrittori e artisti nei decenni successivi. La striscia viene ripresa da Greg Crosby e Frank Smith dal 1974 al 1980 e da Bob Foster dal 1980 al 1990. Un grande team di artisti lavora alla striscia nel 1986 e nel 1987, tra cui Jim Franzen, Daan Jippes , Ulrich Schröder, Jorgen Klubien , Rick Hoover, Jules Coenen, Bill Langley, Tony Strobl, Brian Lum ed Ennis McNulty. La striscia si stabilizza nel maggio 1987 con Pete Alvarado alle matite e Larry Mayer agli inchiostri, fino al 7 gennaio 1990. La striscia quotidiana e le tavole domenicali ricominciano nel 1990 con Larry Knighton come scrittore e artista fino al 1995.

## Comic books
L'attività di Taliaferro non si limita ai soli quotidiani, ma tracima, anche se per un numero limitato di albi, anche nei comic books. Proprio in questo formato si trova anche l'unico tradimento alla Disney della sua carriera: realizza, infatti, per la Standard, tra il 1945 e il 1946, brevi avventure per l'anziano papero Pop Korn, comparse sulla rivista Coo Coo Comics. Queste, insieme a Donald Duck and the Hidden Gold, storia uscita per un libretto illustrato del 1951 edito dalla Simon&Schuster, sono le uniche storie in cui Taliaferro ha firmato la sua opera.
Sempre sui comic books ha collaborato anche con la Western. In particolare per il Walt Disney's Comics and Stories del dicembre 1943 realizza una breve storia di Buci, su cui tornerà sempre per lo stesso albo nel settembre 1945. Tra il marzo 1945 e l'aprile 1949, poi, realizza delle brevi storielle di una o due tavole in gran parte ispirate ai corti con Paperino protagonista.
Per concludere non si dimentichi la copertina del WDCS 107 dell'agosto '49 e un'altra storia a fumetti, Paperino e la spia (Donald Duck Counter Spy, su un albo omaggio del 1947 sponsorizzato dalla Cheerios) la cui ultima edizione risale al 1987 sul secondo numero del Tascabilone.

## La morte
Dopo 31 anni di lavoro, dopo centinaia di strisce e alcune storie, a metà degli anni sessanta il disegnatore, a causa di alcuni problemi di salute, è costretto ad abbandonare la sua attività. Muore il 3 febbraio del 1969, un paio di settimane dopo l'uscita della sua ultima striscia (18 gennaio 1969).

## Pubblicazioni italiane
Tavole
- Paperino 365 sketches 1936-1945 storie per un anno (ottobre 1975, Arnoldo Mondadori Editore): raccolta di 365 tavole domenicali di Donald Duck pubblicate dal 30 agosto 1936 al 16 settembre 1945, in ordine cronologico.
- Paperino - Le mie allegre domeniche (ottobre 1996, Arnoldo Mondadori Editore): raccolta delle tavole domenicali di Donald Duck pubblicate dal 23 settembre 1945 al 28 dicembre 1952, in ordine cronologico.
- Donald Duck - le tavole domenicali di Al Taliaferro - 1939-1942 (maggio 2022, Panini Comics):  raccolta delle tavole domenicali di Donald Duck pubblicate dal 10 dicembre 1939 al 27 dicembre 1942, in ordine cronologico.
- Donald Duck - le tavole domenicali di Al Taliaferro - 1943-1945 (novembre 2022, Panini Comics):  raccolta delle tavole domenicali di Donald Duck pubblicate dal 3 gennaio 1943 al 30 dicembre 1945, in ordine cronologico.

Le tavole di Paperino dal 1953 al 1995 sono inedite in Italia.
Strisce
- Paperino mille e 92 strips (novembre 1992, Arnoldo Mondadori Editore): raccolta di 1092 strisce quotidiane di Donald Duck pubblicate dal 7 febbraio 1938 al 2 agosto 1941, in ordine cronologico.
- Paperino - 1072 paperinate in tempi di autarchia (ottobre 1994, Arnoldo Mondadori Editore): raccolta di 1072 strisce quotidiane di Donald Duck pubblicate dall’8 agosto 1941 al 31 dicembre 1944, in ordine cronologico. Il tema centrale di questa raccolta è il sacrificio bellico sullo sfondo delle vicende quotidiane di Donald Duck.
- Paperino un triennio di strips-DOC (maggio 1996, Arnoldo Mondadori Editore): raccolta delle strisce quotidiane di Donald Duck pubblicate dal 5 gennaio 1945 al 25 dicembre 1947, in ordine cronologico.
- Paperino - Affari di famiglia (ottobre 1997, Arnoldo Mondadori Editore): raccolta delle strisce quotidiane di Donald Duck pubblicate dal 26 dicembre 1947 al 30 dicembre 1950, in ordine cronologico.
- Al Taliaferro - Donald Duck - Le strisce inedite (1951-52) (maggio 2015, Anafi): raccolta delle strisce quotidiane di Donald Duck pubblicate dal 1 gennaio 1951 al 31 dicembre 1952.
- Donald Duck - Le strisce quotidiane - 1938-1940 (novembre 2019, Panini Comics): edizione italiana della collana Donald Duck: The Complete Daily Newspaper Comics  (IDW Publishing), raccolta delle strisce quotidiane di Donald Duck pubblicate dal 7 febbraio 1938 al 20 luglio 1940.
- Donald Duck - Le strisce quotidiane - 1940-1942 (aprile 2020, Panini Comics): raccolta delle strisce quotidiane di Donald Duck pubblicate dal 22 luglio 1940 al 2 gennaio 1943.
- Donald Duck - Le strisce quotidiane - 1943-1945 (ottobre 2020, Panini Comics): raccolta delle strisce quotidiane di Donald Duck pubblicate dal 4 gennaio 1943 al 30 giugno 1945.
- Donald Duck - Le strisce quotidiane - 1945-1947 (maggio 2021, Panini Comics): raccolta delle strisce quotidiane di Donald Duck pubblicate dal 2 luglio 1945 al 31 dicembre 1947.
- Donald Duck - Le strisce quotidiane - 1948-1950 (novembre 2021, Panini Comics): raccolta delle strisce quotidiane di Donald Duck pubblicate dal 1º gennaio 1948 al 1º luglio 1950.

Le strisce di Paperino dal 1953 al 1995 sono inedite in Italia.